# Хаићански вуду
Хаићански вуду је религија која се практикује углавном на Хаитију. Људи који практикују ову религију зову се вудуисти или слуге духова.
Вудуисти верују у непознатог бога којег називају Бонди. Вудуисти за своје враџбине користе вуду лутке. Вуду следбеници мисле како лутке имају посебан однос са одређеном особом. Лутка мора што више да наликује на особу коју представља. Зато се од те особе узме најчешће коса или нокти како би лутка изгледала као он. Вудуисти углавном праве биљне лекове и магичне напитке.